# Дубхе
Ду́бхе, також Дубге (α Великої Ведмедиці) — зоря 2-ї зоряної величини, друга за яскравістю в сузір'ї. Входить у відомий астеризм Великий Віз. Разом із зорею Мерак (β Великої Ведмедиці) її часто застосовують для пошуку на небі Полярної зорі.

## Фізичні дані
Дубхе перебуває на відстані близько 124 св. років від Землі, як уважається на підставі вимірів паралаксу. Дубхе — Спектрально-подвійна зоря, що складається з елементів, позначених як α Ursae Majoris A (Дубхе A) і α Ursae Majoris B (Дубхе B). Дубхе A є типовим червоним гігантом спектрального класу K0 III, тобто зорею, що спалює у своєму ядрі гелій. 
Навколо головної зорі, Дубхе A, на відстані близько 23 а.о. обертається її супутник, Дубхе B — зоря Головної Послідовності спектрального класу F0. Навколо спільного центру мас на відстані близько 8000 а.о. обертається ще тісна подвійна система Дубхе C.
Дубхе не належить до групи зір Великої Ведмедиці, які рухаються майже в одному напрямку з подібними швидкостями[джерело?].

## Назва
Назва Дубхе походить від араб. «дуббе» — ведмедиця, за іншим джерелом (І. Климишин)[джерело?] «дубб» — ведмідь.